# Ibrahim Babangida
Ibrahim Badamasi Babangida, narodu poznat kao IBB (Minna, 17. kolovoza 1941.), vojni vođa Nigerije od 27. kolovoza 1985. do 27. kolovoza 1993. godine, koji je obnašao dužnost 8. predsjednika Nigerije.
Rodio se u mjestu Minna, Nigerija u islamskoj obitelji. Potječe iz etničke grupe Gwari. Nigerijskoj vojsci priključio se 10. prosinca 1962. i do 1983. dosegao čin general-bojnika.
Bio je na upravljačkoj funkciji tijekom Obasanjove vojne vlasti (1976. – 1979.). Nakon što je Druga Nigerijska Republika srušena 1983.godine, a Shehu Shagari je zamijenjen generalom Muhammedom Buharijem, i tu je Babangida našao svoje mjesto. Režim generala Buharija srušio je u nenasilnom puču 1985. godine, obećavši promjene i povratak demokratskoj i civilnoj vlasti do 1990. godine.
No, to se nije pokazalo točnim. IBB je postao diktator, ali je silu primjenjivao samo onda kada nije mogao potplatiti ili ignorirati protivnike. Najpoznatija žrtva tijekom njegovih 8 godina vlasti je novinar Dele Giwa, ubijen paketom poslanim iz ureda šefa države Nigerije. Pokazivao je autoritarne tendencije, a primjenjivao je mjere MMF-a i Svjetske banke, tvrdeći da će poboljšati stanje koje su ostavili Gowonova i Obasanjova administracija.Također je želio povećati ulogu koju je Nigerija imala u Organizaciji islamske konferencije, iako samo 45% Nigerijaca ispovijeda islam.
S vlasti je sišao 1993. godine, pritisnut prosvjedima naroda jer je poništio rezultate izbora, na kojima je pobijedio Moshood Abiola, kandidat nigerijskog SDP-a koji je oformljen kada je IBB dopustio stvaranje stranaka. Naposljetku, popustio je pod pritiskom, te je na tri mjeseca prepustio vlast Ernestu Shonekanu, a u pozadini je ostavljen gen. Sani Abacha koji je trebao nadgledati proces prijelaza u demokratsku vlast. No, kako se kandidati nisu mogli dogovoriti, Abacha je izvršio puč i popeo se na vlast.
Ibrahim Badamasi Babangida se povukao iz politike nakon što je shvatio da ne može dobiti demokratske izbore za predsjednika. Bio je prijatelj s bratom sadašnjeg predsjednika.